# Род і Тодд Фландерс
Род і Тодд Фландерси — персонажі серіалу «Сімпсони».

## Біографія
Род Фландерс — старший син Неда Фландерса. Йому 10 років, він одноліток Барта. Він також відвідує Спрінґфілдську початкову школу, вчиться у паралельному класі з Бартом. У нього кучеряве світлокоричневе волосся, хоча у серіях 3 сезону воно задумувалось як чорне і лише у 5 сезоні він набув свого неповторного вигляду.
Тодд Фландерс — молодший син Неда Фландерса. Йому 8 років. Він вчиться у Спрінґфілдській початковій школі у паралельному класі з Лісою.

## Заняття і виховання
Род і Тодд — сини Неда, і тому теж дотримуються усіх законів Біблії, і не тільки. Однак Нед явно перебрав з обмеженнями:
- він не дозволяє їм дивитись телевізор, а якщо і дозволяє, то вставляє блокуючі смарткартки на все, крім церковного каналу;
- він не дозволяє їм їсти цукор, не дозволяє говорити телефоном, не дозволяє гратись у будь-що, що породжує насильство;
- каже неправду на очевидні й усім відомі речі (наприклад, не кров, а малиновий сироп; не жіночі груди, а цибульки), хоча сам про все це чудово знає.

Род і Тодд також чудово обізнані у різних доповненнях (?) Біблії та знають напам'ять майже усі розділи. З таким вихованням вони дуже сильно відстають від інших дітей, ніколи не грають у квача, бейсбол, футбол, регбі та інші спортивні ігри та лягають спати о 7 вечора. Вони стали просто маленькими копіями Фландерса після своєї мами, яка після одруження теж стала побожною.

## Ставлення Барта і Ліси до Фландерсів
Барт і Ліза дуже рідко грають з Родом і Тоддом. Барт їх вважає пришибленими, відмороженими, гальмами та кінченими — мабуть, через їхню панічну втечу після початку ризикованих витівок Барта. Попри це, Барт завжди їх захищає і намагався їх врятувати від Фландерса і майже врятував Лісу, коли крикнув «Ні, я не дозволю тобі вбити мою сестру, Фландерсе!». Ліса з ними взагалі не спілкується, мабуть, тому, що не хоче гаяти на них свій дорогоцінний час.

## Стосунки Мардж з Родом і Тоддом
Одного разу Мардж лишилась доглядати за ними, як няня. Мардж — людина дуже активна — навчила їх грати в доміно, у карти, у настільні ігри (у Фландерсів була тільки одна гра — «Християнство») і гойдатись на гойдалці-дошці. Мардж їх також навчила лазити по «альпін-дошці» (що згодом врятувало Бартові життя). Під час гри Тодд порізався, а Нед, побачивши пластир, знепритомнів. Критикував усякі забави, якими бавились Мардж і його діти.